# Солнечная засветка
Засветка антенн земных станций Солнцем (англ. Sun outage, иногда ошибочно — англ. Sun interference) — зашумление радиосигнала, принимаемого со спутника, в результате смешения полезного радиосигнала с излучением от Солнца, при нахождении Солнца вблизи оси «антенна — спутник связи».
В глобальном масштабе солнечная засветка проявляет себя два раза в год в период 3,5 недель до и после дня весеннего и осеннего равноденствия (20—21 марта и 21—22 сентября соответственно), когда Солнце пересекает небесный экватор, рядом с которым находится «пояс Кларка» со спутниками связи, двигающимися по геостационарной орбите.
Весной засветка затрагивает сначала земные станции в северном полушарии, переходит к экваториальным (пик засветки на которых приходится точно на день равноденствия), а затем переходит к станциям южного полушария. Осенью всё повторяется в обратном направлении.
С точки зрения земной станции, засветка продолжается в течение 5—12 дней, в течение которых, при прохождению по небу Солнце оказывается в направлении на спутник, на который ориентирована антенна, на 1—10 минут. Начало периода засветки проявляется снижением уровня сигнала и увеличением количества ошибок, к середине периода (т.н. "максимума интерференции") приём может срываться совсем.
Для конкретной земной станции время начала и окончания засветки может быть рассчитано с точностью до минуты. Исходными данными для расчёта являются:
- расположение спутника,
- координаты земной станции,
- ширина диаграммы направленности антенны, которая зависит от:
  - диаметра антенны,
  - рабочего диапазона.

На дуплексном канале связи (между двумя земными станциями) засветка сказывается дважды: сначала на приёме одной земной станции, потом на приёме другой.

## Вред, наносимый солнечной засветкой
В первую очередь, засветка ухудшает качество связи и приводит к её срывам, что сказывается на качестве предоставляемых услуг. Единственный способ этого избежать — заблаговременно переключиться на другой спутник (с другим периодом засветки) или использовать альтернативный канал связи.
Некоторые системы позиционирования для спутников с наклонными орбитами во время засветки могут начать следить за Солнцем вместо спутника. Позиционеры, подверженные такому эффекту на время засветки, рекомендуется выключать или переводить в геостационарный режим.
Антенны большого диаметра, окрашенные в светлые тона, в солнечную погоду фокусируют свет на конвертере (или облучателе), что может привести к разогреву, расплавлению пластиковых частей и повреждению его электронных компонентов. Во избежание повреждений, в таких антеннах рекомендуется экранировать конвертер листом радиопрозрачного материала (картона, пластика и т. п.) на время засветки.